# Accento grave
L'accento grave ( ` ) è un segno diacritico utilizzato in molti sistemi ortografici tra i quali quelli di italiano, greco, gaelico scozzese, bretone, olandese, catalano, corso, francese, macedone, norvegese e cinese traslitterato.

## Usi

### Tonalità

#### Lingua greca
L'accento grave fu utilizzato per la prima volta nell'ortografia politonica del greco antico, per indicare una tonalità più bassa rispetto a quella dell'accento acuto. Nell'utilizzo moderno viene usato per sostituire l'accento acuto nell'ultima sillaba di una parola, quando nella frase è immediatamente seguita da un'altra. Gli accenti grave e circonflesso sono stati entrambi sostituiti da quello acuto nella moderna ortografia monotonica.

### Accento
In italiano e catalano, l'accento grave è un accento grafico che marca la vocale accentata nella parola.
Come regola generale, in italiano, le parole tronche terminanti in -a, -i, -o, -u devono essere marcate con un accento grave. Quelle terminanti in -e avranno un accento grave o un accento acuto, a seconda rispettivamente del suono aperto o chiuso che la e finale possiede. Alcuni esempi di parole con accento grave finale sono città, morì, virtù, Mosè, portò. Spesso, data l'assenza nella tastiera italiana delle lettere maiuscole accentate, molti sostituiscono l'accento con l'apostrofo (es: E' al posto di È), nonostante sia un errore.

È accentato grave in corsivo

è accentato grave in corsivo

In bulgaro l'accento grave è utilizzato nelle vocali а, о, у, е, и, ъ per indicare la sillaba accentata. È usato specialmente in libri per bambini o stranieri, per distinguere parole tra loro quasi omofone: па̀ра (vapore) e пара̀ (centesimo), въ̀лна (lana) e вълна̀ (onda).
In macedone l'accento è ortograficamente richiesto per distinguere parole omonime e posto soprattutto sulle vocali е ed и: ad esempio, la particella per la negazione не è omonima alla versione abbreviata del pronome personale diretto не - diventando quindi нѐ.
In ucraino, ruteno, bielorusso e russo, un sistema simile era in uso fino alla prima metà del XX secolo. Ora l'accento principale è preferibilmente indicato con un acuto, e il ruolo del grave è limitato alla segnalazione di accenti secondari in parole composte (in dizionari e letteratura linguistica).
Nelle lingue discendenti dal serbo-croato e dallo sloveno, la sillaba accentata può essere corta o lunga, oltre ad avere una tonalità crescente o discendente. Per denotarlo, queste lingue utilizzano (in dizionari, ortografia e libri di grammatica, per esempio) quattro differenti accenti (grave, acuto, grave doppio e circonflesso). Il sistema è identico in entrambe scritture latine e cirilliche.
Nel moderno slavo ecclesiastico, sono presenti tre differenti accenti (acuto, grave e circonflesso). Non vi è differenza fonetica tra essi, bensì una pura differenza ortografica. L'accento grave è generalmente utilizzato quando la vocale accentata è l'ultima lettera di una parola.
In ligure, l'accento grave caratterizza la vocale corta accentata in una parola nei casi di à (suono [a]), è (suono [ɛ]), ì (suono [i]) e ù (suono [y]). Invece ò non può essere utilizzato alla fine di una parola, pur mantenendo la funzione delle altre vocali.

## Altri usi

### Informatica
In informatica viene spesso utilizzato nella programmazione; nonostante sia presente sulla tastiera inglese, su quella italiana è un carattere nascosto. Per poterlo ottenere:
- in ambiente Microsoft Windows premendo in successione i tasti 9 e 6 (del tastierino numerico) mentre si tiene premuto il tasto Alt;
- nei sistemi Unix-like come Linux, sulla tastiera italiana si ottiene premendo contemporaneamente i tasti Alt Gr e '.